# Rio Caiapó (vattendrag i Brasilien, Tocantins)
Rio Caiapó (portugisiska: Rio Caiapo) är ett vattendrag i Brasilien.   Det ligger i delstaten Tocantins, i den centrala delen av landet, 800 km norr om huvudstaden Brasília.
Omgivningarna runt Rio Caiapó är huvudsakligen savann. Runt Rio Caiapó är det mycket glesbefolkat, med 2 invånare per kvadratkilometer.